# Voleibol de praia nos Jogos Pan-Americanos de 2023
As competições de voleibol de praia nos Jogos Pan-Americanos de 2023 em Santiago, no Chile, foram realizadas entre 21 e 27 de outubro de 2023 no Centro de Voleibol de Praia, em Peñalolén. Um total de dois torneios foram realizados: masculino e feminino, cada um composto por 16 duplas.

## Qualificação
Um total de 64 jogadores de voleibol de praia poderiam se qualificar para competir, totalizando 32 duplas. Cada Comitê Olímpico Nacional poderia inscrever até quatro competidores (uma dupla por gênero). Como país-anfitrião, o Chile qualificou automaticamente uma dupla em cada evento. A melhor dupla por gênero da NORCECA (América do Norte, América Central e Caribe) e da CSV (América do Sul) nos Jogos Pan-Americanos Júnior de 2021, em Cáli, também asseguraram vagas. Todas as outras vagas foram distribuídas por classificações, sendo as três melhores duplas por gênero no ranking mundial da Federação Internacional de Voleibol, seguido pelas cinco melhoras duplas por gênero da NORCECA e da CSV.

## Nações participantes
Ao todo, 19 CONs qualificaram pelo menos uma de suas duplas em um dos torneios por gênero. Entre parênteses encontra-se representada a quantidade de competidores.
- ARG Argentina (4)
- BOL Bolívia (2)
- BRA Brasil (4)
- CAN Canadá (4)
- CHI Chile (4)
- COL Colômbia (4)
- CRC Costa Rica (4)
- CUB Cuba (2)
- ESA El Salvador (4)
- EAI Equipe de Atletas Independentes (4)
- ECU Equador (4)
- USA Estados Unidos (4)
- MEX México (4)
- NCA Nicarágua (2)
- PAR Paraguai (4)
- PER Peru (2)
- PUR Porto Rico (2)
- DOM República Dominicana (2)
- URU Uruguai (4)

## Medalhistas
| Evento             | Ouro                                      | Prata                                               | Bronze                                          |
| ------------------ | ----------------------------------------- | --------------------------------------------------- | ----------------------------------------------- |
| Masculino detalhes | André Stein George Wanderley BRA Brasil   | Jorge Alayo Noslen Díaz CUB Cuba                    | Esteban Grimalt Marco Grimalt CHI Chile         |
| Feminino detalhes  | Ana Patrícia Ramos Duda Lisboa BRA Brasil | Melissa Humana-Paredes Brandie Wilkerson CAN Canadá | Corinne Quiggle Sarah Murphy USA Estados Unidos |

## Quadro de medalhas
| Ordem | País               | Medalha de ouro | Medalha de prata | Medalha de bronze |   |
| ----- | ------------------ | --------------- | ---------------- | ----------------- | - |
| 1     | BRA Brasil         | 2               |                  |                   | 2 |
| 2     | CAN Canadá         |                 | 1                |                   | 1 |
|       | CUB Cuba           |                 | 1                |                   | 1 |
| 4     | CHI Chile          |                 |                  | 1                 | 1 |
|       | USA Estados Unidos |                 |                  | 1                 | 1 |
| TOTAL | TOTAL              | 2               | 2                | 2                 | 6 |